# Arno Jansen
Arno Jansen (* 13. Februar 1938 in Aachen) ist ein deutscher Lichtbildner, künstlerischer Fotograf und Hochschullehrer.

## Leben
Jansen wuchs in Düsseldorf auf und studierte  dort sechs Semester Grafik, wechselte dann nach Essen an die Folkwangschule, um bei Otto Steinert seine Studien abzuschließen. Nach dem Examen 1964 arbeitete Arno Jansen als Bildjournalist für die Stadt Braunschweig und hatte dort auch einen Lehrauftrag an der Kunsthochschule.
1965 erfolgte die Berufung an die Kölner Werkschulen als Leiter des Lehrbereichs Kunst und Fotografie. Ab 1973 war er Professor für künstlerische Fotografie im Fachbereich Kunst und Design an der Fachhochschule Köln (FH) bis zu der Schließung der Studiengänge für Freie Kunst im Jahr 1993 (nach Gründung der Kunsthochschule für Medien).  Anschließend übte er bis zu seiner Emeritierung 2003 eine Lehrtätigkeit  im Fachbereich Architektur/Architekturfotografie an der TH aus.

## Ausstellungen
- 1983 Wide Gallery, Tokio
- 1984 Galeria Image, Madrid
- 1988 Museum Ludwig, Köln
- 1990 Rheinisches Landesmuseum, Bonn
- 1997 Bundeskunsthalle, Bonn

## Preise und Veröffentlichungen
- 1989 Hermann-Claasen-Preis für Kreative Fotografie und Medienkunst, Köln.

Kataloge
- Arno Jansen. Museum Ludwig, Köln 1988.
- Portraits. Stadt Wittlich 1989.
- Frauenbildnisse 1984–1990. Rheinisches Landesmuseum, Bonn 1990.

Zeitschriften
- Zoom. Nr. 11/1979 (mit Text von Jörg Krichbaum).
- New German Photography. in: European Photography, Nr. 5/1981.
- Dietmar Schneider (Hrsg.): Kölner Skizzen. Köln Nr. 2/1983.